# 대한민국 제5대 대통령 선거 민주공화당 후보 선출
제5대 대통령 선거 민주공화당 후보 선출은 민주공화당이 박정희 국가재건최고회의 의장을 제5대 대선 후보로 추대한 것을 말한다.
민주공화당은 김재춘 등을 중심으로 한 범국민정당과 여당의 자리를 놓고 신경전을 벌이고 있었다. 그러나 범국민정당이 유력 야당 인사 영입에 실패하고 국민의 호응을 받지 못하는 등 부진하자, 박정희 대통령은 결국 민주공화당을 선택하였다.

## 개요
민주공화당은 1963년 5월 27일 시민회관에서 대의원 1,460여명 중 1,427명이 참석한 가운데 제2차 전당대회를 개최하였다. 당초 대회는 당 지도부 구성 및 당헌 개정 등을 위해 소집되었으나, 공화당은 이 날 대회 도중에 대통령 후보 지명의 건을 깜짝 상정하였다. 이는 모두 박정희 의장과의 사전 협의 하에 진행된 것이었다.
대회 직후 당 지도부는 청와대를 방문해 박정희 의장에게 지명 사실을 알리고 수락을 요청했으며, 박정희 의장은 후보직을 수락할 것이라면서도 현재는 군인의 신분이므로 정식으로 수락하는 것은 시간이 필요하다고 밝혔다.
이 날 대회는 윤치영 당 의장 임명 동의안 및 박정희 대통령 후보 지명 동의안을 모두 투표가 아닌 박수, 기립을 통해 만장일치로 의결하였다. 이같이 반대의 목소리가 나오기 어려운 분위기에 대해 일각에서는 민주적이지 못한 대회라는 비판이 일었다.
박정희 의장은 8월 30일 예편하고 곧바로 민주공화당에 입당하였으며, 다음날인 8월 31일 대의원 3,028명 중 2,993명이 참석한 가운데 개최된 민주공화당 제3차 전당대회에서 대통령 후보직을 수락하고 당 총재로 추대 받았다.

## 같이 보기
- 대한민국 제5대 대통령 선거